# Parafia św. Stanisława Kostki w Sulechowie
Parafia pw. św. Stanisława Kostki w Sulechowie – jedna z trzech rzymskokatolickich parafii w mieście Sulechów, należąca do dekanatu Sulechów, diecezji zielonogórsko-gorzowskiej, metropolii szczecińsko-kamieńskiej w Polsce. Erygowana 29 czerwca 1980. Mieści się przy ulicy Odrzańskiej. Na terenie parafii mieszka (wraz z Mozowem) około 8000 wiernych. 

## Historia
Pierwszym proboszczem był ks. kanonik Edward Koper do 2007 roku. Następnie proboszczem został ks. kanonik Henryk Wojnar do 2016 roku. W 2016 roku proboszczem został ks. kanonik Piotr Bortnik, który był dyrektorem Diecezjalnego Domu Księży Emerytów w Zielonej Górze. Z dniem 1 sierpnia 2017 roku, ks. Piotr Bortnik został mianowany kustoszem sanktuarium maryjnego w Rokitnie i proboszczem tamtejszej wspólnoty. Proboszczem parafii św. Stanisława Kostki został ówczesny kustosz rokitniański, ks. kan. Józef Tomiak.

## Miejsca święte

### Kościół parafialny
- Kościół pw. św. Stanisława Kostki w Sulechowie

### Kościoły filialne
- Kościół pw. Świętego Józefa w Mozowie